# 121st Street (métro de New York)
121st Street est une station de la BMT Jamaica Line aérienne du métro de New York. Située à l'intersection de la 121e rue et de Jamaica Avenue dans la Queens, elle est desservie par le train Z aux heures de pointe dans la direction de pointe, et par le train J le reste du temps.

## Agencement de la station
| Q Niveau des quais | Quai latéral, les portes s'ouvrent sur la droite | Quai latéral, les portes s'ouvrent sur la droite                                                                      |
| Q Niveau des quais | Vers le sud                                      | ← vers Broad Street (Chambers Street weekends) (111th Street) ← vers Broad Street aux heures de pointe (104th Street) |
| Q Niveau des quais | Vers le nord                                     | ( aux heures de pointe) vers Jamaica Center – Parsons/Archer (Sutphin Boulevard) →                                    |
| Q Niveau des quais | Quai latéral, les portes s'ouvrent sur la droite | |
| M                  | Mezzanine                                        | Contrôle des tickets, agent de station                                                                                |
| S                  | Niveau de la rue                                 | Entrée et sortie |

| Nord/Ouest                     |  |         |  | Sud/Est                                                                              |
| ------------------------------ |  | ------- |  | ------------------------------------------------------------------------------------ |
| 111th Street vers Broad Street |  | ligne J |  | Sutphin Boulevard – Archer Avenue – JFK Airport vers Jamaica Center – Parsons/Archer |
| 104th Street vers Broad Street |  | ligne Z |  | Sutphin Boulevard – Archer Avenue – JFK Airport vers Jamaica Center – Parsons/Archer |
| modifier sur Wikidata          |  |         |  |                                                                                      |